# Fin de partie (Kurtág)
Samuel Beckett: Fin de partie, Scènes et monologues, opéra en un acte (italsky Samuel Beckett: Finale di partita, Scene e monologhi, opera in un atto) je opera maďarského hudebního skladatele György Kurtága z roku 2018. Operu objednal ředitel divadla La Scala Alexander Pereira v Miláně v roce 2010. Libreto na námět stejnojmenné divadelní hry Samuela Becketta z roku 1957. Světová premiéra opery proběhla 15. listopadu 2018 v divadle La Scala v Miláně. Představení vzniklo v koprodukci s Nizozemskou královskou operou (nizozemsky De Nationale Opera).

## Osoby a obsazení při premiéře
| role                | hlasový obor | představitel při premiéře, 15. listopadu 2018 |
| ------------------- | ------------ | --------------------------------------------- |
| Hamm                | basbaryton   | Frode Olsen                                   |
| Nell, Hammova matka | mezzosoprán  | Hilary Summers                                |
| Nagg, Hammův otec   | tenor buffo  | Leonardo Cortellazzi                          |
| Clov, Hammův sluha  | baryton      | Leigh Melrose                                 |

## Uvedení v Česku
Záznam světové premiéry byl uveden v Českém rozhlase dne 29. prosince 2018 v rámci spolupráce stanic Rai Radio3 a Euroradio / EBU, k dispozici je i obrazový záznam představení.